# Confesiones de un gánster de Barcelona
Confesiones de gánster de Barcelona es el título de una de las novelas del escritor Lluc Oliveras, con Daniel Rojo como narrador de sus propias aventuras, de lo que surge el estilo autobiográfico.

## Sobre el libro
Confesiones de un gánster de Barcelona es un retrato excepcional de la vida delictiva de la Ciudad Condal en los años setenta y ochenta, y del sistema penitenciario de la época de la Transición, el testimonio sorprende, por su insolencia, frescura y autenticidad, de Miguel Ángel Soto Martín, alter ego de Daniel Rojo, mítico delincuente de la Barcelona underground del momento.
Una extraordinaria representación, de primera mano, del funcionamiento de los cuerpos de seguridad de los locales nocturnos, de los trapicheos, de las bandas, de las timbas ilegales, de la planificación y ejecución de atracos a bancos y joyerías, y, por último, de la vida carcelaria en la Modelo, de principios de los años ochenta.

## Prólogo deAndrés Calamaro
…Y permanente anfitrión en Barcelona (y donde quiera que haga falta la compañía protectora de un amigo con espaldas capaces de sostener el mundo). Bajo el sol del mediodía me encontré con Dani, sonriendo y  con los brazos abiertos.
Los dos somos asilvestrados padres de familia, tenemos las mismas dificultades para dormir de noche y las mismas soluciones, los dos sobrevivimos a las complicaciones derivadas de los infiernos tóxicos aunque, conociendo la vida de Dani, sé de sobra que sus infiernos fueron más profundos, más calientes y más peligrosos.
Como sea contamos con nosotros. Si Dany me pide una mano, le doy las dos. Conducimos fumando con la mar a la diestra; dos palabras de mi compadre me dejan más tranquilo, lo sé adiestrado para bailar con la más fea y sobrevivir. Sabe cómo decirme que sigue vivo y coleando; me trasmite tranquilidad, serenidad y alegría…

## Palabras del protagonista
Todos hemos sido jóvenes. Todos hemos creído en alguna ocasión que somos invencibles, eternos, que nada puede sucedernos. Pero sobre todo, hemos cometido errores en el transcurso de nuestra vida.
Quizá sólo quien es capaz de darse cuenta de su forma de actuar y dar un giro inesperado a su propia situación puede afirmar con voz firme y segura que ha dado un nuevo paso en su mundo interior. Daniel Rojo

## Premios
- 2011: XXIV Premio Rodolfo Walsh de novela negra del Festival de Gijón.

- Datos: Q20968198